# Freeze

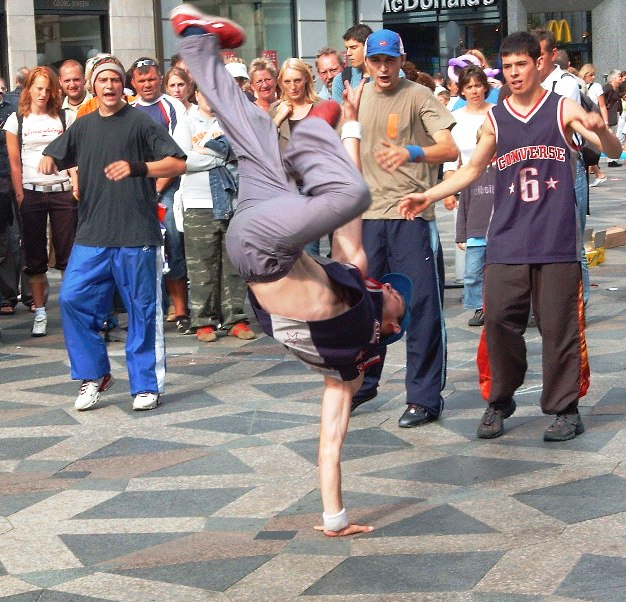

Freezes är en genre inom breakdance där dansaren står stilla i någon form av pose. Freezes kan kombineras och även användas till för att vila och återhämta lite styrka. Det finns många olika freezes, vissa har inga namn och kan endast göras av väldigt viga personer.

## Varianter
- Airbaby

En freeze där dansaren sätter sitt ben på sin armbåge och balanserar i luften. Sätter man till exempel höger ben på vänster armbåge så kallas denna för "Inverted Airbaby".
- Airchair

En freeze inom break där dansaren endast balanserar på sin ena hand, vilken är fastsatt i sidan av magen och benen är i luften. Det finns olika variationer av denna freeze: regular, nike, grabbed, lotus med flera.
- Baby Freeze

Baby Freeze anses av många dansare vara den lättaste freezen och vanligtvis den första man lär sig inom dansen. Dansaren håller upp sin vikt med hjälp av ena handen i magen och den andra för stöd. Höger ben läggs sedan upp på samma arm.
- Chair/Figure Four

- Elbow Freeze

- Forearm Freeze

- G-Kick

- Inverted Airbaby

Som en Airbaby men motsatt ben fästes på den arm man står på.
- Inverted Baby Freeze

som Baby Freeze, men vänster ben läggs upp på höger arm.
- L-Kick

En handstand freeze där dansaren helt enkelt står på en hand med benen vidgade så brett som möjligt.
- Nike - dansaren står på en hand och har det ena benet rakt och det andra böjt. Detta formar då som namnet antyder den kända Nike-logon.

- Pike

En freeze som påminner om V-kick men här är benen ihop.
- Turtle Freeze

En freeze som utgör grunden för att sedan kunna göra turtles, crickets eller jackhammers.
- V-kick

dansaren står på en hand och vinklar sin underkropp och särar sina ben i ett V.